# Маноля
Маноля (рум. Manolea) — село у повіті Сучава в Румунії. Входить до складу комуни Форешть.
Село розташоване на відстані 330 км на північ від Бухареста, 31 км на південний схід від Сучави, 89 км на захід від Ясс.

## Населення
За даними перепису населення 2002 року у селі проживала 921 особа.
Національний склад населення села:
| Національність   | Кількість осіб | Відсоток |
| ---------------- | -------------- | -------- |
| росіяни-липовани | 726            | 78,8%    |
| румуни           | 195            | 21,2%    |

Рідною мовою назвали:
| Мова      | Кількість осіб | Відсоток |
| --------- | -------------- | -------- |
| російська | 721            | 78,3%    |
| румунська | 200            | 21,7%    |